# Comuna Huta-Potiivka, Radomîșl
Huta-Potiivka (în ucraineană Гуто-Потіївська сільська рада) este o comună în raionul Radomîșl, regiunea Jîtomîr, Ucraina, formată din satele Huta-Potiivka (reședința), Klen, Mîrne, Nova Mareanivka, Stara Buda, Vîhlea și Zamirî.

## Demografie
Componența lingvistică a comunei Huta-Potiivka
     Ucraineană (98,78%)
     Rusă (1,22%)
Conform recensământului din 2001, majoritatea populației comunei Huta-Potiivka era vorbitoare de ucraineană (98,78%), existând în minoritate și vorbitori de rusă (1,22%).